# 수리심리학
수리심리학(數理心理學, 영어: Mathematical psychology) 또는 계량심리학은 수학을 사용해 모형화하는 것을 시도하는 심리학의 분야이다. 실험으로 관찰된 현상의 모형화나 측정된 것 등을 다룬다. 엄밀하게 구분하기는 어렵지만 심리학 자료의 통계처리 방법 등을 고안하는 것은 주로 이러한 계량심리학의 영역이다.

## 계량심리학
계량심리학은 여러 가지 심리적 현상을 수량적으로 측정하고 기술하는 학문으로 심리학의 한 분야이다.

## 같이 보기
- 심리통계
- 심리측정학